# John Baptist Wu Cheng-chung
John Baptist Wu Cheng-chung ,  (Ho Hau, 25 de março de 1925 - Hong Kong,  23 de setembro de 2002) foi um cardeal católico chinês, foi também bispo de Hong Kong entre 1975 e 2002.